# Jeremiah Denton
Jeremiah Andrew Denton, Jr., född 15 juli 1924 i Mobile, Alabama, död 28 mars 2014 i Virginia Beach, Virginia, var en amerikansk republikansk politiker och amiral. Han var krigsfånge i Nordvietnam i sju år och sju månader. Han representerade delstaten Alabama i USA:s senat 1981-1987.
Denton utexaminerades 1946 från United States Naval Academy i Annapolis. Han studerade 1964 vidare vid George Washington University. Han tjänstgjorde i USA:s flotta 1946-1977.
Dentons attackflygplan A-6 Intruder blev år 1965 nedskjutet i samband med bombningen av Thanh Hoa. Han var fram till februari 1973 i krigsfångenskap. Denton befordrades till konteramiral. Han skrev boken When Hell Was in Session om sina upplevelser i Vietnamkriget.
Efter tiden i flottan blev Denton anställd av Pat Robertsons tv-kanal Christian Broadcasting Network. Han besegrade Jim Folsom, Jr. i senatsvalet 1980 och efterträdde 1981 Donald W. Stewart som senator för Alabama. Denton besegrades i senatsvalet 1986 av demokraten Richard Shelby som senare bytte parti till republikanerna.